# Karl Josef Scholl
Karl Josef Scholl (* 1743; † 28. Oktober 1809 in Hürth) war erster Bürgermeister der von der französischen Besatzungsmacht gegründeten Bürgermeisterei (Mairie) Hürth.

## Leben
Scholl entstammte einer Ratsherrenfamilie aus Koblenz. Er hatte 1772 eine Tochter des Kölner Ratsherren Adam Joseph Schülgen geheiratet und konnte so die Direktion der städtischen Lotteriegesellschaft übernehmen Aus den Gewinnen erwarb er Landbesitz in Hürth. Am 9. Oktober 1800 wurde er in der Franzosenzeit als Bürgermeister (Maire) der neu geschaffenen Maire Hurth vereidigt. Dieses Amt übte er bis Ende 1808 aus. In dieser Zeit erwarb er nach der Säkularisation zusammen mit seinem Schwager weitere Ländereien in der von ihm verwalteten Bürgermeisterei wie den Weilerhof bei Fischenich oder den Grundbesitz des säkularisierten Kloster Burbach.
Sein ältester Sohn Karl Adam wurde im November des Folgejahres sein Nachfolger als Bürgermeister. Das Amt wurde zwischenzeitlich von Delegierten verwaltet. Sein Sohn Emmanuel (1779–1849), Steuereinnehmer der Franzosen in Köln, begann in Hürth als erster Konzessionär mit dem Aufschluss der Grube Theresia am Alstädter Berg im Hürther Tälchen. Sie wurde im Volksmund Scholls Kuhl genannt. Das Gelände, mit dem die Grube begann und auf dem die Villa Scholl auf der Theresienhöhe erbaut wurde, wurde bereits um 1800 von Karl Josef Scholl erworben. Sie wurde erst um 1980 herum abgerissen und machte dem Ramada-Hotel Platz.